# Tipula tetramelania
Tipula tetramelania är en tvåvingeart som beskrevs av Alexander 1935. Tipula tetramelania ingår i släktet Tipula och familjen storharkrankar. Inga underarter finns listade i Catalogue of Life.